# Лавинь, Валентин
Валентин Лавинь (фр. Valentin Lavigne; родился 4 июня 1994 года в Лорьян, Франция) — французский футболист, полузащитник клуба «Париж».

## Клубная карьера
Лавинь — воспитанник клуба «Лорьян». 10 августа 2014 года в матче против «Моанко» он дебютировал за последний в Лиге 1. В этом же поединке Валентин забил свой первый гол за «Лорьян». В начале 2016 года он на правах аренды перешёл в «Лаваль». 5 февраля в матче против «Аяччо» Лавинь дебютировал за новый клуб. Летом того же года он отправился в аренду в «Брест». В следующем сезоне отправился в аренду в «Париж».